# Уравнение Абеля
Уравнение Абеля, названное в честь Нильса Хенрика Абеля — это тип функционального уравнения вида
{\displaystyle f(h(x))=h(x+1)}
или
{\displaystyle \alpha (f(x))=\alpha (x)+1}.
Данные формы эквивалентны, когда α обратимо. h или α управляют итерацией f.

## Эквивалентность
Второе уравнение может быть записано как
{\displaystyle \alpha ^{-1}(\alpha (f(x)))=\alpha ^{-1}(\alpha (x)+1)\,.}
Принимая x = α−1(y), уравнение можно записать как
{\displaystyle f(\alpha ^{-1}(y))=\alpha ^{-1}(y+1)\,.}
Для известной функции f(x) задача состоит в решении функционального уравнение для функции α−1 ≡ h, возможно, удовлетворяющей дополнительным требованиям, таким как α−1(0) = 1.
Замена переменных sα(x) = Ψ(x) для вещественного параметра s приводит уравнение Абеля к уравнению Шредера, Ψ(f(x)) = s Ψ(x).
Дальнейшая замена F(x) = exp(sα(x)) приводит к уравнению уравнению Бёттхера, F(f(x)) = F(x)s.
Уравнение Абеля является частным случаем уравнения переноса (и легко обобщается им),
{\displaystyle \omega (\omega (x,u),v)=\omega (x,u+v)},
например, для {\displaystyle \omega (x,1)=f(x)},
{\displaystyle \omega (x,u)=\alpha ^{-1}(\alpha (x)+u)}. (Обратите внимание, что ω(x,0) = x.)
Функция Абеля α(x) дополнительно обеспечивает каноническую координату для адвективных потоков Ли (однопараметрических групп Ли).

## История
Изначально уравнение было получено в более общей форме. Даже в случае одной переменной уравнение нетривиально и требует специального анализа.
В случае линейной передаточной функции решение выражается компактно.

## Особые случаи
Уравнение тетрации является частным случаем уравнения Абеля, когда f = exp.
В случае целочисленного аргумента уравнение кодирует рекуррентную процедуру, например,
{\displaystyle \alpha (f(f(x)))=\alpha (x)+2},
и так далее,
{\displaystyle \alpha (f_{n}(x))=\alpha (x)+n.}

## Решения
Уравнение Абеля имеет хотя бы одно решение на {\displaystyle E} тогда и только тогда, когда для всех {\displaystyle x\in E} и для всех {\displaystyle n\in \mathbb {N} }, {\displaystyle f^{n}(x)\neq x}, где {\displaystyle f^{n}=f\circ f\circ ...\circ f}, функция f итерированная n раз.
Аналитические решения (координаты Фату) могут быть приближены асимптотическим разложением функции, заданной степенным рядом в секторах вокруг параболической неподвижной точки. Аналитическое решение единственно с точностью до константы.